# Hamida Addèche
Hamida Addèche, né le 14 juin 1932 à Douera en Algérie, est un athlète français, puis algérien, spécialiste des courses de fond.
Il participe aux Jeux olympiques d'été de 1960, à Rome, et se classe 23e de l'épreuve du 10 000 mètres. Il termine dixième de cette même épreuve aux Championnats d'Europe d'athlétisme 1962 à Belgrade, où il établit un record personnel sur 10 000 m en 29 min 22 s 8.
Aux Jeux de l'Amitié disputés en 1963 à Dakar sous les couleurs de l'Algérie, Addèche termine deuxième du 5 000 mètres en 14 min 37 s 2.